# Xã Lamar, Quận Barton, Missouri
Xã Lamar (tiếng Anh: Lamar Township) là một xã thuộc quận Barton, tiểu bang Missouri, Hoa Kỳ. Năm 2010, dân số của xã này là 1.490 người.